# Adalbert I. od Vermandoisa
Adalbert I. (francuski: Albert Ier de Vermandois; poznat i kao Albert; ? — 8. rujna 987.) bio je francuski plemić, grof Vermandoisa. Poznat je i kao Adalbert Pobožni (francuski: Albert le Pieux).
Njegovi roditelji su bili grof Herbert II. (Héribert) i njegova jedina supruga, princeza Adela, kći franačkog kralja Roberta I. Adalbert je naslijedio oca 943.; njegova braća su bili grof Robert i grof Herbert III. od Omoisa, koji je oženio kraljicu Eadgifu. Adalbert je poslao ljude u svojoj službi da prate kraljicu tijekom vjenčanja. Brak Herberta i Eadgifu naljutio je njenog sina, kralja Luja IV.
Moguće je da je Adalbert bio oženjen ženom po imenu Hérésinde. Sa sigurnošću se zna da je oženio Gerbergu od Lotaringije. Njihovi sinovi su bili:
- Herbert III. od Vermandoisa[3]
- Oton I. od Chinyja[4]
- Odo
- Liudolf od Vermandoisa, biskup[5]

| Prethodnik:                | Grof Vermandoisa | Nasljednik:                 |
| Herbert II. od Vermandoisa | Grof Vermandoisa | Herbert III. od Vermandoisa |